# Copestylum galantei
Copestylum galantei är en tvåvingeart som beskrevs av Marcos-garcia och Rotheray 2007. Copestylum galantei ingår i släktet Copestylum och familjen blomflugor.
Artens utbredningsområde är Costa Rica. Inga underarter finns listade i Catalogue of Life.